# Suicideboys
SuicideBoys (též $uicideboy$) je americká hip hopová skupina z New Orleans. Založili ji v roce 2014 bratranci Ruby da Cherry (vlastním jménem Aristos Petrou) a $crim (Scott Arceneaux Jr). Jejich hudba je spíše depresivní, tématy jejich textů jsou často sebevražda, kriminalita či drogová závislost.
Dvojice se stala populární přes platformu SoundCloud. Svoji hudbu vydává pod hlavičkou vlastního labelu G*59 Records. Po vícerých EP vydali 7. září 2018 svoje první studiové album, I Want to Die in New Orleans.
G*59 je zkratka pro "Grey59". Grey, v češtině šedá symbolicky značí rovnováhu mezi černou a bílou rasou (smícháním černé a bílé barvy vznikne šedá barva). Louisiana Highway 59 je dálnice přes jezero Pontchartrain spojující New Orleans a Louisianu. Aristos Petrou nejčastěji zvaný jako Ruby da Cherry má mnoho dalších uměleckých jmen, Spooky da Scary, Romeo da Black Rose, Oddy Nuff, Suicide Leopard, Snow leopard. Scott Arceneaux Jr. Nejčastěji zvaný jako $lick $loth nebo $crim oslavil 12. dubna 2020 své 31. narozeniny přičemž oznámil datum vydání svého již rok odkládaného solo alba "a man rose from dead" (původní název) "Thirty" či "30".

## Rozpad skupiny
Na konci roku 2018 se na základě jejich příspěvků na sociálních sítích rozšířila mezi jejich fanoušky zpráva, že se skupina rozpadla. Základem této domněnky byl Rubyho příspěvek na instagramu s popisem "Comment what you hate most about me" (Okomentujte co na mě nejvíce nesnášíte). Na tento příspěvek zareagoval $crim, v jeho komentáří rozvedl fungování skupiny a jejich tehdejšího osobního vztahu a Rubyho nedokázal označit za přítele, ale pouze za "obchodního partnera", vynesl na veřejnost jejich osobní potyčky a problémy. Po této nepříjemnosti následovala $crimova veřejná omluva kterou též zveřejnil na instagramu, na tento příspěvek Ruby zareagoval s odpovědí "i love you bro. ill always be there for you" (miluju tě brácho. vždycky tu budu pro tebe) a tak se vyvrátili domněnky o možném rozpadu dua $uicideboy$.
Všechny alba, ságy a EP (extended play)
- Kill Your$elf Part I: The $uicide $aga
- Kill Your$elf Part II: The Black $uede $aga
- Kill Your$elf Part III: The Budd Dwyer $aga
- Kill Your$elf Part IV: The Trill Clinton $aga
- Kill Your$elf Part V: The Fuck Bitche$, Get Death $aga
- Kill Your$elf Part VI: The T$unami $aga
- Kill Your$elf Part VII: The Fuck God $aga
- Kill Your$elf Part VIII: The $eppuku $aga
- Kill Your$elf Part IX: The $oul$eek $aga
- Kill Your$elf Part X: The Re$urrection $aga
- Black $uicide
- Gray/Grey
- Black $uicide Side B: $uicide Hustle
- 7th or St. Tammany
- YUNGDEATHLILLIFE
- G.R.E.Y.G.O.D.S
- High Tide in the Snake's Nest
- Grey Sheep
- I No Longer Fear the Razor Guarding My Heel
- Black $uicide Side C: The Seventh Seal
- $outh $ide $uicide
- My Liver Will Handle What My Heart Can't
- I No Longer Fear the Razor Guarding My Heel (II)
- Now the Moon's Rising
- G.R.E.Y.G.O.D.S.I.I.
- Dark Side of the Clouds
- DIRTYNASTY$UICIDE
- Grey Sheep II
- Radical $uicide
- Eternal Grey
- I No Longer Fear the Razor Guarding My Heel (III)
- DIRTIERNASTIER$UICIDE
- Kill Your$elf Part XI: The Kingdom Come $aga
- Kill Your$elf Part XII: The Dark Glacier $aga
- Kill Your$elf Part XIII: The Atlantis $aga
- Kill Your$elf Part XIV: The Vulture $aga
- Kill Your$elf Part XV: The Coast of Ashes $aga
- Kill Yourself Part XVI: The Faded Stains Saga
- Kill Yourself Part XVII: The Suburban Sacrifice Saga
- Kill Yourself Part XVIII: The Fall of Idols Saga
- Kill Yourself Part XIX: The Deep End Saga
- Kill Yourself Part XX: The Infinity $aga
- I Want To Die In New Orleans
- LIVE FAST DIE WHENEVER
- Stop Staring at the Shadows
- Long Term Effects of SUFFERING
- Sing Me a Lullaby, My Sweet Temptation
- DIRTIESTNASTIEST$UICIDE
- SHAMELESS $UICIDE
- YIN YANG TAPES: Spring Season (1989-1990)
- YIN YANG TAPES: Summer Season (1989-1990)
- YIN YANG TAPES: Fall Season (1989-1990)
- YIN YANG TAPES: Winter Season (1989-1990)
- I No Longer Fear the Razor Guarding My Heel (V)
- New World Depression
- THY KINGDOM COME